# Юзеф Кляса
Юзеф Броніслав Кляса (пол. Józef Bronisław Klasa; 5 вересня 1931, Ґробля, Краківське воєводство, Друга Річ Посполита — 4 червня 2023, Ґлоґочув, Малопольське воєводство, Польща) — польський політик часів ПНР, у 1971—1975 роках — перший секретар Краківського воєводського комітету ПОРП, у 1980—1981 роках — завідувач відділу друку, радіо та телебачення ЦК ПОРП. Представляв «ліберальне» крило урядущої компартії, підтримував «горизонтальні структури», виступав за діалог з «Солідарністю». Відігравав важливу роль у протиборстві з «партійним бетоном». Відомий також як дипломат, посол ПНР на Кубі, у Мексиці, Марокко.

## Дипломат
Народився у селянській сім'ї з гміни Дрвіня (Бохенський повіт Краківського воєводства Другої Речі Посполитої). Працював у сільських кооперативах Społem і Samopomoc Chłopska. Перебував у Союзі сільської молоді. Навчався на підготовчих курсах Краківського університету.
У 1950 роках Юзеф Кляса вступив в урядущу компартію ПОРП. У 1956 році закінчив Головну школу дипломатичної служби. У 1957—1960 роках — секретар з пропаганди дільницького комітету ПОРП у варшавському Середмісті. Потім до 1961 року — начальник департаменту польської діаспори МЗС ПНР. З 1961 до 1966 рік — генеральний консул ПНР у французькому Ліллі. У 1966—1969 роках — знову начальник кадрового департаменту МЗС. У 1969—1971 роках — посол ПНР на Кубі. Згодом, з 1975 до 1980 рік, був послом ПНР у Мексиці. Був також акредитований у країнах Центральної Америки: Нікарагуа (після Сандіністичної революції), Гондурасі, Панамі та Коста-Риці. У 1972—1976 роках — член ЦК ПОРП і депутат сейму ПНР.
Юзеф Кляса був помітною фігурою партійно-державного апарату. Він був активним прихильником «гомулківської відлиги» та «гереківського лібералізму», противником сталінської тенденції у ПОРП. Згодом його називали «індикатором курсу влади, особливо щодо журналістів і творчих кіл». Його від'їзди як посла збігалися з посиленням політики. За Гомулку вони припадали на антисемітську інтелігентську кампанію та придушення робітничих протестів на Балтійському узбережжі, за Герека — на придушення страйків у Варшаві та Радомі. Повернення Кляси до Польщі збігалося з реформаторськими поворотами.

## Краківський секретар
17 лютого 1971 року Юзефа Клясу затвердили першим секретарем Краківського воєводського комітету ПОРП. Це був один із найбільших регіональних постів у партійній ієрархії, що означав причетність до всепольського керівництва. Краків — друге за величиною місто Польщі, одне з найбільших у країні індустріальних і культурних центрів. Кляса цілеспрямовано надавав краківській парторганізації «ліберальний» імідж. У квітні 1975 року з ініціативи воєводського комітету ПОРП заснували Клуб творців та діячів культури «Кузня».
Офіційними ініціаторами виступили перший секретар Юзеф Кляса, секретар з пропаганди Ян Бронек, відомий письменник і публіцист Тадеуш Голуй, етнограф-фольклорист Адам Огожалек, свого часу учасник антисталінського студентського руху. У статутному документі йшлося про «об'єднання діячів культури на основі марксистсько-ленінської ідеології» (крім іншого, партійний апарат намагався створити «світську громадську противагу» впливу Краківської католицької архієпархії). Водночас завданням клубу назвали створення майданчика для постійного контакту творчих кіл Кракова з партійним активом.
З санкції першого секретаря у клубі допускалися відомі вольності у культурі та навіть у політичних дискусіях. Згодом краківська «Кузня» об'єднала сотні авторитетних діячів, перетворилася на інтелектуальний центр всепольського масштабу. «Кузня» стала також серйозним політичним ресурсом Юзефа Кляси та його апаратних прихильників.
При цьому Кляса брав активну участь у залаштунковому номенклатурному протиборстві. Не завжди він орієнтувався на «ліберальне» крило. Йому імпонувала енергія націонал-комуніста генерала Шляхцица та його «францисканців». Кляса приймав Шляхциця у Кракові, обговорював з ним політичні та кадрові питання. Наприкінці 1973 року це призвело до «краківського скандалу» — на організованому Клясою бенкеті прихильники Шляхциця піднімали тост за «нашого майбутнього першого секретаря». Інформація дійшла до Герека і, зрозуміло, викликала різку реакцію (досить скоро Шляхцица вивели з Політбюро, Клясу відправили послом за океан).

## Партійний «ліберал»
У серпні 1980 року у Польщі почався потужний страйковий рух. Керівництво ПОРП не зважилося на застосування насильства. Уряд ПНР уклав зі страйкарями серпневі угоди. З'явилася незалежна профспілка Солідарність. Відбулися великі зміни у складі вищого керівництва: посаді першого секретаря ЦК ПОРП Едварда Герека змінив Станіслав Каня, інтенсивно змінювалися функціонери всіх ланок партійно-державного апарату. Юзефа Клясу викликали до Варшави і 17 вересня 1980 року призначили завідувачем відділу друку, радіо та телебачення ЦК ПОРП.
Призначення Юзефа Кляси було великим успіхом «ліберального» крила ПОРП. На своїй посаді він санкціонував значне розширення простору легальних політичних дискусій радянська пропаганда наголошувала на «хаосі у засобах масової інформації ПНР»). Багато офіційних органів виступали зі сміливими публікаціями. Кляса був прихильником діалогу партії з «Солідарністю», підтримував реформаторські установки Анджея Верблана, протегував «горизонтальним структурам». Його організаційним оплотом виступала краківська парторганізація на чолі з «політичним спадкоємцем» Кристином Домбровим, політичним інструментом — «Кузня», інформаційним рупором — «Gazeta Krakowska», редактором якої був Мацей Шумовський (батько Малгожати Шумовської).
«Ліберальна» політика Кляси викликала неприховану лють «партійного бетону». Організації типу KFP звинувачували його у потуранні «Солідарності» і вимагали усунути з посади (поряд з Мечиславом Раковським, Кристином Домбровим, Стефаном Братковським). Лідер «бетонного» угрупування «Реальність» Ришард Гонтаж відверто погрожував Клясу великими проблемами. Зважаючи на давні зв'язки Гонтажа з органами держбезпеки, попередження звучало більш ніж серйозно.
«Бетон» користувався підтримкою СРСР, НДР, ЧССР. 5 червня 1981 року керівництво КПРС надіслало лист керівництву ПОРП з жорсткою, на межі останнього попередження, критикою Станіслава Кані та Войцеха Ярузельського за «поступки антисоціалістичним силам». У цій ситуації Юзеф Кляса зробив хитромудрий хід: розіслав листа по парторганізаціях. За іншого тексту таке розпорядження зрозуміло само собою — але в такому випадку це призвело до витоку інформації до «Солідарності», масового обурення іноземним втручанням у польські справи, виступів за «єдиний фронт партії та „Солідарності“ на захист суверенітету». У «Солідарності» активним прихильником такого єднання був Кароль Модзелевський. Дія Кляси дуже сприяла такому розвороту подій. Проте далекосяжний задум партійних «лібералів» і поміркованих опозиціонерів зірвали радикально антикомуністичні виступи «фундаменталістів „Солідарності“», особливо Яна Рулевського.
Юзеф Кляса належав до партійної номенклатури та не був прихильником радикальних змін. Ідеї «Солідарності» були йому близькі (як, наприклад, познанському воєводському секретареві Едварду Скшипчаку). Але він висловлював номенклатурні інтереси у спосіб, який представлявся йому найбільш реалістичним. Деякі поступки, за його розрахунками, мали «приручити „Солідарність“», інтегрувати профспілку до державної системи ПНР. Однак з середини 1981 року партійне керівництво та військове командування зрушувалися на позиції «бетону». Ставку було зроблено на силове придушення «Солідарності».
Керівні позиції переходили до рук армійського генералітету на чолі з Ярузельським. Кадри, подібні до Юзефа Кляси, перестали відповідати партійній лінії. 18 червня 1981 року Клясу зняли з посади, на IX надзвичайному з'їзді ПОРП забалотований при виборах ЦК. Анонімні «бетонні» автори у листівках угруповання ROSO характеризували Клясу як «здатного на все» та зараховували до «змови Великої п'ятірки» — поряд з «псевдоінтелектуалом Шаффом», «провокатором Вербланом», «іноагентом Куронем», «жорстоким естебаком Шляхчицем» за якою нібито стоїть Казімеж Барциковський з наміром встановити у Польщі «аграристську диктатуру селян-одноосібників».
13 грудня 1981 року у Польщі ввели воєнний стан. З Юзефом Клясом повторилася ситуація «індикації»: його повернули на дипломатичну службу та відправили послом ПНР до Марокко.

## Після політики
У 1986 році Юзеф Кляса повернувся до Польщі. Перебував у керівництві товариства Полонія та Ради охорони пам'яті боротьби та мучеництва, залишався активним членом «Кузні», але політичної ролі вже не грав. У бурхливих подіях кінця 1980-х років — нова страйкова хвиля, Круглий стіл, альтернативні вибори, усунення ПОРП від влади участі не брав. У 1990-ті роки, вже у посткомуністичній Третій Речі Посполитій займався автодилерським бізнесом, очолював польське представництво Mercedes Benz.
У ПНР Юзеф Кляса нагороджувався орденом Відродження Польщі, орденом «Прапор Праці», Хрестом Заслуги. У 2005 році президент Польщі Александр Квасневський нагородив його Командорським хрестом ордена Відродження Польщі — за діяльність у краківській «Кузні». У цьому позначилося визнання заслуг Кляси у політичній трансформації Польщі.
Останні роки Юзеф Кляса прожив на пенсії у селищі Ґлоґочув під Краковом. Помер 4 червня 2023 у віці 91 року. Асоціація «Кузня» схарактеризувала покійного як «видатного діяча політики, дипломатії та культури, представника реформістського крила ПОРП». Похований Юзеф Кляса у Кракові на Раковицькому цвинтарі.